# Памятник Константину Иванову (1952)
Памятник Константину Иванову — памятник классику чувашской литературы Константину Иванову, установленный в Чебоксарах в 1952 году.

## История
В 1937 году одному из первых скульпторов Чувашии — Илье Фёдоровичу Кудрявцеву пришла мысль создать памятник чувашскому поэту. В 1939 году он выполнил большой гипсовый бюст Иванова и в 1940 году представил его на выставку, посвященную 50-летию со дня рождения поэта. Но настала Великая Отечественная война.
Пройдя войну, после её окончания Илья Кудрявцев вернулся к своей идее: он разработал новые эскизы, и в 1949 году, работая в Москве, закончил проект памятника Константину Иванову под непосредственным наблюдением народного художника СССР В. И. Мухиной. Экспертный Совет Управления по делам искусств при Совете Министров СССР одобрил работу скульптора. Утвержденный бюст поэта для памятника был отлит на Ленинградской бронзолитейной фабрике «Монументскульптура»; постамент памятника из красного гранита был изготовлен на Мытищинской фабрике Московской области.
Памятник был установлен в Чебоксарах 29 июня 1952 года в сквере на берегу Волги. Общая высота монумента составила пять метров: бронзовый бюст находится на постаменте кубической и цилиндрической форм из полированного красного гранита с надписью на чувашском языке: «Чувашский народный поэт К. В. ИВАНОВ 1890—1915». С этого времени сквер на набережной Волги, где установлен памятник стал называться именем Константина Иванова.
Об открытии в Чувашской АССР памятника К. В. Иванову сообщалось по всесоюзному радио:

«Торжественный митинг, посвященный памяти замечательного певца Чувашии начинается речью председателя исполкома Чебоксарского городского Совета депутатов трудящихся товарища Енчикова. Он говорит о благородном влиянии творческого наследия Константина Иванова на развитие чувашской литературы и искусства, о том, что Константин Васильевич является создателем литературного чувашского языка, о том, что день открытия памятника является праздником всей чувашской национальной культуры…».

Памятник в 2010 году

Этот памятник был одним из первых, установленных в столице Чувашии. Первоначально площадка перед ним была выложена из бетонных плит с основанием из цемента. В середине 2010 годов территория перед памятником была реконструирована: площадка выложена плиткой, вокруг постамента разбита цветочная клумба, в основании площадки уложены плитыи из полированного коричневого гранита.